# Olympische Sommerspiele 1980/Teilnehmer (Belgien)
| Gelbes Symbol für Goldmedaillen mit stilisierten Olympischen Ringen | Graues Symbol für Silbermedaillen mit stilisierten Olympischen Ringen | Braundes Symbol für Bronzemedaillen mit stilisierten Olympischen Ringen |
| ------------------------------------------------------------------- | --------------------------------------------------------------------- | ----------------------------------------------------------------------- |
| 1                                                                   | —                                                                     | —                                                                       |

Belgien nahm an den Olympischen Sommerspielen 1980 in Moskau mit einer Delegation von 59 Athleten (43 Männer und 16 Frauen) an 51 Wettkämpfen in zehn Sportarten teil. Einziger Medaillensieger war Judoka Robert Van de Walle, der die Goldmedaille im Halbschwergewicht gewann.

## Teilnehmer nach Sportarten

### Bogenschießen
Männer
- Robert Cogniaux
- Willy Van Den Bossche

### Fechten
| Männer - Stéphane Ganeff - Thierry Soumagne | Frauen - Micheline Borghs |

### Gewichtheben
Männer
- Giuseppe Chiapparo
- Hugo De Grauwe
- Serge Van Cottom

### Judo
Männer
- Robert Van de Walle
Gold  Halbschwergewicht

### Kanu
| Männer - Jacky Alders - Joseph Broeckx - Theo Claessens - Gaëtan Frys - Paul Stinckens | Frauen - Marleen Kuppens |

### Leichtathletik
| Männer - Jacques Borlée - Fons Brijdenbach - Eddy De Leeuw - Patrick Desruelles - Alex Hagelsteens - Karel Lismont - Guy Moreau - Miel Puttemans - Danny Roelandt - Henri Schoofs - Marc Smet - Rik Vandenberghe | Frauen - Lea Alaerts - Regina Berg - Anne Michel - Chris Soetewey - Anne-Marie Van Nuffel - Karin Verguts - Rosine Wallez |

### Radsport
Männer
- Jan Blomme
- Luc De Smet
- Patrick du Chau
- Diederik Foubert
- Jan Nevens
- Marc Sergeant
- Jozef Simons
- Joseph Smeets
- Ronald Van Avermaet
- Gerrit Van Gestel
- Leo Wellens
- Jan Wijnants

### Ringen
Männer
- Julien Mewis
- Oscar Segers
- Jacques Van Lancker

### Schießen
- Gilbert Hoef
- Odette Meuter
- Christian Raynaud

### Schwimmen
| Männer - Franky De Groote | Frauen - Brigitte Bosmans - Christel Fechner - Marion Michel - Yolande Van der Straeten - Carine Verbauwen - Pascale Verbauwen |